# 佐藤銀平
佐藤 銀平（さとう ぎんぺい、1977年10月19日 - ）は、日本の俳優、声優。
東京都出身。オフィス・ボードビル所属。

## 人物
学習院高等科卒業、学習院大学中退。
学習院大学中退後、サスペンデッズという劇団を設立。
父は同じく俳優の佐藤B作、父の再婚相手である女優のあめくみちこは継母である。なお、『独創者列伝』などを著した佐藤銀平は同姓同名の別人である。

## 出演

### 映画
- パッチギ! LOVE&PEACE（2007年）

### テレビドラマ
- 月曜ミステリー劇場（TBS）
  - 世直し公務員ザ・公証人2 「隠し子に遺産を譲る兄VS財産狙いの妹! 息子殺しは隠し子の仕業? 公園の水道と絞殺痕が暴く真犯人」（2003年3月10日）- 高沢悟と高沢碧の息子・高沢亮一 役
- 月曜ゴールデン（TBS）
  - 十津川警部シリーズ39 飛騨高山に消えた女（2008年1月7日）- 向井警部 役
- 結婚式へ行こう!（2007年、TBS）
- 夫婦道（2007年、TBS）
- 七人の女弁護士 第3話（2008年、テレビ朝日）- 平田勇樹 役
- 京都殺人案内（2008年、朝日放送）
- 相棒（テレビ朝日）
  - Season7 第13話「超能力少年」（2009年1月28日） - 坂本明 役
  - season21 第9話「丑三つのキョウコ」（2022年12月14日） - 大村啓太郎 役
- 警官の血（2009年、テレビ朝日）- 山倉俊策 役
- 浅見光彦〜最終章〜（2009年、TBS）
- 渡る世間は鬼ばかり 最終シリーズ 第34話（2011年6月23日、TBS）- 幸楽の客 役
- 水戸黄門第43部 第9話（2011年9月5日、TBS / C.A.L）- 六助 役
- 大崎郁三の事件散歩（2012年6月30日、テレビ朝日）- 稲森明 役
- 旅行作家・茶屋次郎11 日光鬼怒川殺人事件（2013年6月5日、テレビ東京）- 児玉智仁 役
- 鬼平外伝 老盗流転（2014年） - 高根の万助
- 最強のふたり〜京都府警 特別捜査班〜 第7話（2015年9月3日、テレビ朝日 / 東映）- 佐川武雄 役
- ドクターハート 薮田公介の事件カルテ2（2016年1月13日、テレビ東京）- 鳥山祐介 役
- 制服捜査3（2016年8月22日、TBS）- 大路和雄 役
- 石つぶて 警視庁 二課刑事の残したもの（2017年） - 近藤哲平 役
- 赤ひげ 第1シリーズ（2017年） - 高田屋与七 役
- 月曜プレミア8 「当番弁護士 梶原藤子の事件ファイル1」（2020年） - 児玉隆 役
- ドクターX 〜外科医・大門未知子〜 （2021年）
- 無用庵隠居修行 第5作（2021年） - 田中俊太郎 役
- ガラパゴス（2023年2月6、13日 NHK BSプレミアム BS特集ドラマ。同年11月4 - 25日 NHK総合 土曜ドラマ） - 石川五郎 役[4] [5]

### 舞台
- ワニを素手でつかまえる方法（2004年）
- 246番地の雰囲気（2004年）
- ビューティー・クイーン・オブ・リーナン（2004年）
- 東風（2005年）
- センター街（2005年）
- ウィンズロウ・ボーイ（2005年）
- ファウスト（2006年）
- デンキ島（2007年）
- 片手の鳴る音（2007年）
- ライン（2007年）
- 恋する妊婦（2008年）
- 胸の谷間に蟻（2012年）
- 真田十勇士（2013年）
- シダの群れ 第三弾 港の女歌手編（2013年）
- パタリロ!（2016年12月、紀伊國屋ホール）- 魔夜メンズ 役
- 行先不明（2022年6月、御園座 / サンシャイン劇場）- 浜満史 役[6][7]
- ハイツブリが飛ぶのを（2023年10月、テアトルBONBON）[8]
- ガス灯は檸檬のにほひ（2024年）[9]
- 兄妹どんぶり（2024年）[10]
- ラスト・サパー（2024年）[11]
- 地上最後の冗談（2025年）[12]
- 少女仮面（2025年公演予定）[13]

### テレビアニメ
- サムライチャンプルー（2004年）- ジン 役[14][15]
- 闘牌伝説アカギ 〜闇に舞い降りた天才〜（2005年）- ニセアカギ[16]/平山幸雄 役
- CLAYMORE（2007年）- リグ 役
- 空中ブランコ（2009年）- 洋介 役

### 劇場アニメ
- 桜の温度（2011年）- 柊吾 役[17]

### OVA
- LAST ORDER FINAL FANTASY VII（2005年）- タークス（二丁拳銃） 役

### ゲーム
- キングダム ハーツ シリーズ - サイクス / アイザ 役
  - キングダム ハーツII（2005年）
  - キングダム ハーツII ファイナル ミックス（2007年）
  - キングダム ハーツ 358/2 Days（2009年）
  - キングダム ハーツ バース バイ スリープ（2010年）
  - キングダム ハーツ HD 1.5 リミックス（2013年）
  - キングダム ハーツ HD 2.5 リミックス（2014年）
  - キングダム ハーツIII（2019年）

### 吹き替え
- 13日の金曜日（2009年）- トレント 役